# قره‌بلاغ (جلفا)
قره‌بلاغ یکی از روستاهای استان آذربایجان شرقی است که در دهستان شجاع بخش مرکزی شهرستان جلفا واقع شده‌است.